# Valery Bespalov
Valery Alekseevich Bespalov (ruso: Валерий Алексеевич Беспалов, ucraniano: Валерій Олексійович Беспалов; nacido el 21 de septiembre de 1957). Es un ingeniero de energía térmica y liquidador que desempeñó un papel crucial tras el desastre de la central nuclear de Chernóbil, en el que junto a Boris Baranov y Oleksiy (Alexei) Ananenko conformaron el equipo conocido como el "escuadrón suicida" que llevó a cabo la tarea de drenar las piscinas de supresión de vapor situadas bajo el cuarto edificio del reactor, evitando una segunda explosión.

## Biografía
Nació el 21 de septiembre de 1957 en el pueblo de Lesivka, situado en la región de Stalingrado.
En 1980, obtuvo su título en ingeniería térmica y energética del Instituto Politécnico de Odesa.
A partir de 1980, inició su carrera profesional en la central nuclear de Chernóbil, desempeñando diversos roles, culminando finalmente como jefe de turno.
Entre los años 1989 y 1991, desempeñó funciones en el instituto de diseño "Ukrdiproenergo" en Kiev, desempeñando la labor de ingeniero de diseño.
En 1992, retomó su empleo en la central nuclear de Chernóbil como ingeniero jefe del taller de turbinas.
Desde 2012, ha ejercido como despachador del grupo de seguimiento de instalaciones nucleares en la Empresa Estatal Energoatom.

## Papel en el desastre de Chernóbil
Alrededor de 185 toneladas de material nuclear fundido del reactor devastado causaron la erosión de la losa de concreto subyacente. Directamente debajo de este, el agua (que había sido llenada por Akímov y Toptunov varias horas antes del accidente dejando las piletas llenas), utilizada en un esfuerzo por extinguir el incendio en los primeros días posteriores al accidente, se acumuló en la cuenca de Barbater, estimándose su volumen en unas 19,000 toneladas². La posibilidad de una segunda explosión de alto riesgo debido al contacto del núcleo fundido con el agua era prácticamente inevitable. Como respuesta a esta crítica situación, se elaboró un plan de acción: tres especialistas, a menudo referidos en la prensa como "buzos", conocedores de la estructura del edificio, se encargarían de explorar las cámaras inundadas del cuarto reactor, localizar dos válvulas de cierre y proceder a su apertura con el fin de drenar el agua, por lo que los esfuerzos de Akímov y Toptunov fueron en balde.
El líder del turno en la estación, encargado de tomar la decisión de llevar a cabo la tarea de vaciar la piscina de la unidad de energía devastada, fue Boris Baranov. Junto a él, participaron en la misión Valery Bespalov, y el ingeniero principal Oleksiy Ananenko.
Contrario a informes mediáticos que alegaban el fallecimiento de los tres voluntarios a causa de la radiación, es esencial resaltar que los tres lograron sobrevivir. Tanto como Valery Bespalov y Oleksiy Ananenko siguen vivos en la actualidad, y Boris Baranov falleció en el año 2005 a causa de un ataque cardíaco.

## Condecoraciones
- El título de Héroe de Ucrania, otorgado junto con la Orden "Estrella Dorada" el 27 de junio de 2019, fue conferido en reconocimiento al heroísmo y las acciones desinteresadas llevadas a cabo durante la tarea de liquidación del accidente en la central nuclear de Chernóbil. [4][5]
- La condecoración "Al Valor", el 25 de abril de 2018, fue conferida en virtud de la destacada contribución personal realizada para hacer frente a las consecuencias de la catástrofe de Chernóbil. Esta distinción se otorgó en reconocimiento al desinterés y la elevada profesionalidad demostrados, así como por los muchos años de labor pública fructífera. Asimismo, la condecoración se concedió con motivo del Día Internacional del Recuerdo de la Catástrofe de Chernóbil.[1]
- Mención Honorífica del Ministerio de Emergencias de Ucrania en 2008.[6]

## Televisión
En la serie Chernóbil producida por HBO, Bespalov es interpretado por el actor Philip Barantini.